# Liste de pays par forme de gouvernement
 (juillet 2012).
Si vous disposez d'ouvrages ou d'articles de référence ou si vous connaissez des sites web de qualité traitant du thème abordé ici, merci de compléter l'article en donnant les références utiles à sa vérifiabilité et en les liant à la section « Notes et références ».
Cette page classe les pays du monde par régime politique.

## Carte

République présidentielle : le chef de l'État est l'exécutif ; la présidence est indépendante de la législature ; le ministère est indépendant de la législature.
République semi-présidentielle : le chef de l'État est l'exécutif ; la présidence est indépendante du pouvoir législatif ; le ministère est soumis à la confiance du Parlement.
République parlementaire avec présidence exécutive : le chef de l'État est l'exécutif ; la présidence est élue par la législature ; le ministère peut être soumis ou non à la confiance du Parlement.
République parlementaire avec présidence cérémoniale : le chef de l'État est cérémonial ; le ministère est soumis à la confiance du Parlement.
Monarchie constitutionnelle: le chef de l'État est l'exécutif ; le monarque exerce personnellement le pouvoir de concert avec d'autres institutions.
Monarchie parlementaire constitutionnelle: le chef de l'État est cérémonial ; le ministère est soumis à la confiance du Parlement.
Monarchie absolue: le chef de l'État est exécutif ; toute l'autorité est dévolue au monarque absolu.
État à parti unique: le chef de l'État est l'exécutif ; le pouvoir est constitutionnellement lié à un seul mouvement politique.
État où une Constitution est suspendue: par exemple une junte militaire.
Le régime actuel ne repose sur aucune base définie par une constitution.
Note : Ce graphique représente les systèmes de gouvernement « de jure », et non le degré de démocratie « de facto » : un État peut en pratique être dirigé comme un État autoritaire.

## Pays à régime présidentiel
Dans les régimes présidentiels, le pouvoir exécutif et le pouvoir législatif n'ont pas la possibilité de se renvoyer mutuellement, ce qui les oblige à trouver des compromis au risque de bloquer le fonctionnement institutionnel du pays. Dans ces régimes, le chef de l'Etat (souvent nommé président de la République, et souvent élu au suffrage universel) est souvent le chef du gouvernement, sinon en droit, au moins de facto. Lorsqu'il existe un Premier ministre, son pouvoir est en général subordonné à celui du chef d'Etat.
La liste suivante inclut les pays démocratiques et non démocratiques.

### Régimes présidentiels sans Premier ministre
| - Angola - Argentine - Bénin - Bolivie - Brésil - Burundi - Chili - Colombie - Comores - Costa Rica - Chypre - République dominicaine - Équateur | - États-Unis - Gambie - Ghana - Guatemala - Honduras - Indonésie - Iran - Kiribati - Liberia - Malawi - Maldives - Mexique - Nicaragua - Nigeria | - Palaos - Panama - Paraguay - Philippines - Salvador - Seychelles - Sierra Leone - Soudan du Sud - Suriname - Turquie - Uruguay - Venezuela - Zambie |

Un pays indépendant de facto mais non reconnu par l'ONU a aussi un régime présidentiel sans premier ministre :
- Somaliland

### Régimes présidentiels avec Premier ministre
| - Arménie - Azerbaïdjan - Biélorussie - Cameroun - République centrafricaine - Corée du Sud | - Guinée équatoriale - Kazakhstan - Mauritanie - Mozambique - Namibie - Pérou - Sri Lanka | - Rwanda - Tanzanie - Togo - Ouganda - Ouzbékistan - Tadjikistan - Tunisie |

Quatre pays indépendants de facto mais non reconnus par l'ONU ont aussi un régime présidentiel avec premier ministre :
- Abkhazie
- Ossétie du Sud-Alanie
- Transnistrie
- République turque de Chypre du Nord

## Républiques à régime parlementaire
Un régime parlementaire est un régime politique dans lequel l'exécutif est responsable devant le pouvoir législatif, qui peut donc le censurer, mais, en retour, l'exécutif peut contraindre le parlement (via la dissolution) si ce dernier l'empêche de gouverner tout en s'abstenant de le censurer. Les conflits entre le gouvernement et le parlement sont donc en général résolus par un vote du peuple lors d'élections générales ou législatives. Dans ces régimes, le Premier ministre est chef du gouvernement, à la tête du pouvoir exécutif, tandis que le chef de l'Etat est en général élu indirectement, souvent par le parlement, avec une implication dans la vie politique moindre, mais qui varie d'un pays à l'autre.
| - Albanie - Allemagne - Autriche - Bangladesh - Barbade - Bosnie-Herzégovine - Bulgarie - Cap-Vert - Croatie - Dominique - Timor oriental - Estonie - Éthiopie - Fidji - Finlande | - Grèce - Hongrie - Inde - Irak - Israël - Italie - Lettonie - Lituanie - Liban - Macédoine du Nord - Malte - Maurice | - Moldavie - Monténégro - Népal - Pakistan - Saint-Marin - Serbie - Singapour - Slovaquie - Slovénie - Trinité-et-Tobago - Vanuatu |

Un état indépendant de facto mais non reconnu par l'ONU est une république à régime parlementaire : 
- Kosovo

## Régimes semi-présidentiels
Certains auteurs distinguent les régimes semi-parlementaires : des régimes qui sont soit parlementaires soit présidentiels selon la lettre de leur Constitution, mais qui ont en pratique un fonctionnement différent de ces deux types de régimes.
Ainsi de l'exemple français qui est selon sa Constitution un régime parlementaire (puisqu'il existe bien le droit de dissolution et le droit de censure), mais est dans les faits dirigé (hors cohabitation) par le président de la République dans la mesure où, en plus d'être élu au suffrage universel, c'est lui qui dispose du droit de dissolution et non le Premier ministre.
Sous ces régimes coexistent donc en général un président dont les circonstances peuvent lui donner une légitimité politique plus ou moins forte (souvent par le biais du suffrage universel direct et/ou de pouvoirs importants (nomination, dissolution, initiative législative)), en général irresponsable, et un Premier ministre responsable devant le parlement et chef du gouvernement. Les pouvoirs propres et l'influence du président peuvent être très variables selon les pays et les périodes.
| - Algérie - Côte d'Ivoire - République démocratique du Congo (Congo-Kinshasa) - République du Congo (Congo-Brazzaville) - Djibouti - Égypte - France - Géorgie - Guinée-Bissau - Guyana - Islande | - Irlande - Kenya - Kirghizistan - Madagascar - Mali - Mongolie - Pologne - Portugal - République tchèque - Russie - Roumanie | - Sao Tomé-et-Principe - Sénégal - Somalie - Syrie - Tadjikistan - Ukraine - Zimbabwe |

Deux états indépendants de facto mais non reconnus par l'ONU ont un régime semi-présidentiels :
- Palestine (autorité palestinienne)
- Taïwan

## Régime républicain hybride
Sous ce régime, c'est un binôme, formé du chef de l'État et du chef du gouvernement, qui est élu pour une législature. Ils ne sont pas soumis au vote de confiance du parlement, à l'inverse de leur gouvernement.
| - Afrique du Sud - Botswana - Îles Marshall | - États fédérés de Micronésie - Nauru |

## Régime directorial
Ce régime est basé sur un régime parlementaire et comprend certains éléments du régime présidentiel. Dans un tel État, c'est un conseil qui exerce et assume collectivement les pouvoirs de chef d'État et de gouvernement (vision collective de chef d'État). Ce dernier est en principe nommé par le parlement mais ne peut être soumis à un vote de confiance durant son mandat.
- Suisse[note 7]

## Monarchie constitutionnelle
Sous ce régime, le chef de l'État est le monarque. L'existence de ses prérogatives et son autorité sont établies et restreintes ou soutenues par une Constitution.

### Monarchies constitutionnelles avec monarque ayant des fonctions symboliques
Ces régimes sont des régimes parlementaires, à la différence près que le chef de l'État n'y est élu ni directement ni indirectement, mais transmis au sein d'une dynastie monarchique.
Ces systèmes comprennent un Premier ministre à la tête du pouvoir exécutif. Dans certains cas[Lesquels ?], celui-ci est également à la tête du pouvoir législatif. Dans d'autres les deux pouvoirs sont clairement séparés, le gouvernement est alors soumis au vote de confiance du parlement. Le monarque y exerce son pouvoir avec le consentement du gouvernement, du peuple et de leurs représentants.
Parmi ces régimes, il faut dénoter les pays du Commonwealth qui ont juridiquement pour chef d'État le monarque britannique, mais celui-ci y dispose d'un pouvoir réel encore moindre qu'au Royaume-Uni, de telle sorte que les chefs d'État de facto sont les gouverneurs généraux, et le fonctionnement de ces pays est parlementaire.
| - Andorre - Antigua-et-Barbuda - Australie - Bahamas - Belgique - Belize - Cambodge - Canada - Danemark | - Espagne - Grenade - Jamaïque - Japon - Lesotho - Luxembourg - Malaisie - Nouvelle-Zélande - Norvège - Papouasie-Nouvelle-Guinée | - Pays-Bas - Royaume-Uni - Saint-Christophe-et-Niévès - Sainte-Lucie - Saint-Vincent-et-les-Grenadines - Îles Salomon - Samoa - Suède - Tuvalu - Thaïlande |

### Monarchies constitutionnelles avec monarque ayant un pouvoir effectif
Le Premier ministre est ici chef de l'exécutif mais le monarque conserve de réels pouvoirs, soumis à sa seule volonté.
| - Bahreïn - Bhoutan - Émirats arabes unis | - Jordanie - Koweït - Liechtenstein | - Monaco - Maroc - Tonga |

## Monarchie absolue
Sous ce régime, le monarque exerce un pouvoir sans limite constitutionnelle.
| - Arabie saoudite - Brunei - Oman | - Qatar - Eswatini - Vatican, |

## Théocraties
Pays basés sur une religion d'État où le chef de l'État est élu par la hiérarchie religieuse.
- Iran[12],[note 1]
- Afghanistan [13]
- Vatican[11],[note 11]

## État à parti unique
Dans ces États, le pouvoir est concentré dans les mains d'un parti politique unique en vertu de la loi. Le gouvernement peut tout de même y être élu.
| - Chine (Parti communiste chinois) - Corée du Nord (Parti du travail de Corée) - Cuba (Parti communiste cubain) | - Érythrée (Front populaire pour la démocratie et la justice) - Laos (Parti révolutionnaire populaire lao) | - Turkménistan (Parti démocratique du Turkménistan) - Viêt Nam (Parti communiste vietnamien) |

La  République arabe sahraouie démocratique qui contrôle 20% du Sahara occidental est aussi un état à parti unique avec le Front Polisario bien que l'état ne soit pas reconnu par l'ONU. 

## Junte militaire
Ici, l'armée du pays contrôle tous les organes du pouvoir, tous les postes stratégiques étant occupés par des militaires.
- Birmanie[14]
- Guinée[15]
- Mali [16]
- Niger[16]
- Tchad [16]
- Burkina Faso [16]
- Soudan [16]
- Gabon [16]

## Régime transitionnel
Les États sous régime transitionnel présentent un gouvernement de transition à la suite de troubles apparus dans le pays (guerre civile par exemple) qui ont vocation à être remplacés par un gouvernement légitime à court ou moyen terme.
- Haïti
- Libye
- Somalie
- Yémen